# Bandasari
Bandasari is een bestuurslaag in het regentschap Tegal van de provincie Midden-Java, Indonesië. Bandasari telt 4554 inwoners (volkstelling 2010).